# 롱디엔현
롱디엔현(베트남어: Huyện Long Điền / 縣隆田)은 베트남 바리어붕따우성의 현이다. 2003년을 기준으로 롱디엔현의 인구는 118,862명이고, 면적은 77km2이다. 현도는 롱디엔에 있다.

## 행정 구역
롱디엔현은 2개의 시진과 5개의 사를 관할하고 있다.

### 시진
- 롱디엔 시진 (Thị trấn Long Điền, 隆田市鎭)
- 롱하이 시진 (Thị trấn Long Hải, 隆海市鎭)

### 사
- 안응아이 사 (Xã An Ngãi, 安義社)
- 안녓 사 (Xã An Nhứt, 安一社)
- 프억흥 사 (Xã Phước Hưng, 福興社)
- 프억띤 사 (Xã Phước Tỉnh, 福靜社)
- 땀프억 사 (Xã Tam Phước, 三福社)